# Batu Itam (Sijuk)
Batu Itam is een bestuurslaag in het regentschap Belitung van de provincie Bangka-Belitung, Indonesië. Batu Itam telt 2040 inwoners (volkstelling 2010).